# صحة رقمية
الصحة الرقمية هي التقاء التقنيات الرقمية مع الصحة والرعاية الصحية والمعيشة والمجتمع لتعزيز كفاءة تقديم الرعاية الصحية  وجعل الأدوية أكثر تخصيصًا ودقة. ينطوي الانضباط على استخدام تكنولوجيا المعلومات والاتصالات للمساعدة في معالجة المشاكل الصحية والتحديات التي يواجهها الأشخاص قيد العلاج. تشمل هذه التقنيات كلاً من حلول الأجهزة والبرامج والخدمات، بما في ذلك الطب عن بُعد والتحليل المستند إلى الويب والبريد الإلكتروني والهواتف المحمولة والتطبيقات والرسائل النصية والأجهزة القابلة للارتداء وأجهزة استشعار العيادة أو المراقبة عن بُعد. عامةً تهتم الصحة الرقمية بتطوير أنظمة صحية مترابطة لتحسين استخدام التقنيات الحاسوبية والأجهزة الذكية وتقنيات التحليل الحسابي ووسائط الاتصال لمساعدة متخصصي الرعاية الصحية وعملائهم في إدارة الأمراض والمخاطر الصحية، فضلاً عن تعزيز الصحة و الرفاه.
الصحة الرقمية هي مجال متعدد التخصصات يشمل العديد من أصحاب المصلحة، بما في ذلك الأطباء والباحثين والعلماء الذين لديهم مجموعة واسعة من الخبرة في مجال الرعاية الصحية والهندسة والعلوم الاجتماعية والصحة العامة والاقتصاد الصحي وإدارة البيانات.
استخدام تكنولوجيا المعلومات والاتصالات للمساعدة في معالجة المشاكل الصحية والتحديات التي يواجهها الأشخاص قيد العلاج.
تشمل هذه التقنيات كلاً من حلول وخدمات الأجهزة والبرامج، بما في ذلك الطب عن بُعد والتحليل المستند إلى الويب والبريد الإلكتروني والهواتف المحمولة والتطبيقات والرسائل النصية والأجهزة القابلة للارتداء وأجهزة استشعار العيادة أو المراقبة عن بُعد.
عمومًا، تهتم الصحة الرقمية بتطوير أنظمة صحية مترابطة لتحسين استخدام التقنيات الحاسوبية والأجهزة الذكية وتقنيات التحليل الحسابي ووسائط الاتصال لمساعدة متخصصي الرعاية الصحية وعملائهم في إدارة الأمراض والمخاطر الصحية، فضلاً عن تعزيز الصحة و الرفاه.

## عناصر
كناتج للثورة الرقمية التي تتميز بـ "الإنتاج الضخم والاستخدام الواسع النطاق للدوائر المنطقية الرقمية والتقنيات المشتقة منها، بما في ذلك الكمبيوتر والهاتف الخلوي الرقمي والإنترنت، تشمل العناصر الرئيسية للصحة الرقمية الأجهزة اللاسلكية وأجهزة استشعار الأجهزة وتقنيات استشعار البرامج والمعالجات الدقيقة والدوائر المتكاملة والإنترنت والشبكات الاجتماعية والشبكات المحمولة / الخلوية وشبكات مناطق الجسم وتكنولوجيا المعلومات الصحية وعلم الجينوم والمعلومات الوراثية الشخصية.

## المجالات
المجالات المختلفة تمتد الصحة الرقمية. ويشمل ذلك تقييم تكنولوجيا الرعاية الصحية ومراقبتها للوقاية من الأمراض أو تشخيصها أو علاجها أو مراقبة المرضى أو إعادة التأهيل أو الرعاية الطويلة الأجل.
وتشمل هذه التقنيات التقنيات المساعدة والروبوتات لإعادة التأهيل للأشخاص ذوي الإعاقة وذلك للمساعدة في استقلالهم لأداء المهام اليومية، وأجهزة استشعار الرصد غير مزعجة وأجهزة يمكن ارتداؤها.
يساعد دعم اتخاذ القرار السريري الأطباء في نقطة الرعاية، بما في ذلك تشخيص وتحليل وتفسير البيانات المتعلقة بالمريض. يمكن للمحاكاة الحسابية والنمذجة وأساليب التعلم الآلي أن تصوغ النتائج المتعلقة بالصحة.
تشتمل تطبيقات هندسة النظم الصحية في أنظمة الرعاية الصحية على اكتشاف المعرفة واتخاذ القرارات والتحسين وهندسة العوامل البشرية وهندسة الجودة وتكنولوجيا المعلومات والاتصالات. التفاعلات بين الإنسان والحاسوب تميل مبادئ التفاعل بين الإنسان والحاسوب إلى التصاميم المتمحورة حول المستخدم أو التي تركز على الخبرة أو الأنشطة التي تركز على النشاط.
الواقع الافتراضي، وإعادة تأهيل ألعاب الفيديو، والألعاب الجادة لتوفير تجربة اجتماعية وتفاعلية لطلاب الرعاية الصحية وتعليم المرضى. يمكن أن تساعد أنظمة النطق والسمع الخاصة بمعالجة اللغة الطبيعية، وتقنيات التعرف على الكلام، والأجهزة الطبية في النطق والسمع (مثل زراعة القوقعة). توفر خدمات الرعاية الصحية عن بُعد والتطبيب عن بُعد والرعاية عن بُعد والتليفون عن بُعد أشكالًا مختلفة من رعاية المرضى عن بُعد عن بُعد.